# بو لاسي
بو لاسي (بالإنجليزية: Bo Lacy)‏ هو لاعب كرة قدم أمريكية أمريكي، ولد في 22 نوفمبر 1980 في نيوبورت في الولايات المتحدة.